# Heleno (filho de Pirro)
Heleno foi um filho de Pirro, rei do Epiro e inimigo de Roma. Ele acompanhou seu pai na expedição à Itália e Sicília. Foi ele que recebeu o corpo de Pirro para as cerimônias fúnebres.

## Família
Pirro era filho de Eácides I de Epiro e Fítia. Ele teve várias esposas, dentre as quais Lanassa, filha de Agátocles, tirano de Siracusa. Pirro e Lanassa foram os pais de Alexandre, e, segundo Justino, de Heleno. Segundo Plutarco, Heleno era filho de Bircena, filha do rei da Ilíria Bardílis.

## Campanhas de Pirro na Itália e Sicília
Quando Pirro estava disputando a Macedônia com Demétrio Poliórcetes, Lanassa, culpando Pirro por ser mais devotado às suas mulheres bárbaras do que a ela, retirou-se para Córcira, e convidou Demétrio, que se casou com ela e colocou uma guarnição na cidade.
Na guerra para tomar Córcira, Pirro teve ajuda dos tarentinos, e quando estes estiveram em guerra contra os romana, chamaram Pirro para ajudá-los. Pirro levou seus filhos Alexandre e Heleno, na viagem para a Itália, em 280 a.C.
Por ser Pirro casado com Lanassa, e ter um filho, Alexandre, com ela, os siracusanos chamaram Pirro para ajudá-los, quando eles estavam sendo sitiados pelos cartagineses e dois anos e quatro meses depois que Pirro havia desembarcado na Itália. Após vários sucessos de Pirro, ele recebeu o título de rei da Sicília; empolgado pelos sucessos, Pirro destinou a Heleno o reino da Sicília, por ele ser neto de Agátocles, e para Alexandre o reino da Itália.

## Campanhas de Pirro na Macedônia e Grécia
Pirro, porém, não conseguiu manter a Sicília sob seu controle, e depois teve que se retirar da Itália, deixando a cidade de Tarento sob a guarda de Heleno e de seu general Milão. Milão entregaria Tarento aos romanos em 275 a.C.. De volta ao Epiro, Pirro invadiu a Macedônia e derrotou Antígono Gônatas, e se tornou rei da Macedônia.
Em 272 a.C., Pirro, com ambições de conquistar a Grécia e a Ásia, invadiu o Peloponeso e tentou capturar Esparta, sem sucesso, perdendo seu filho Ptolemeu no ataque.
Em seguida, Pirro atacou Argos, mas morreu ao entrar na cidade, ao ser atingido por uma pedra na cabeça, jogada da muralha. Pirro havia ouvido um oráculo de que ele morreria quando visse um lobo lutando contra um touro, e, quando ele entrou em Argos com seu exército, viu na praça do mercado as esculturas que haviam sido feitas para lembrar o evento da tomada de Argos por Dânao, que havia visto uma luta de um lobo contra um touro, asssociando-se ao lobo e ao rei Gelanor ao touro. Aterrorizado por esta visão, Pirro ordenou a retirada de Argos, e ordenou a Heleno que derrubasse as muralhas de Argos. O mensageiro, porém, levou a mensagem errada, e Heleno marchou, com seus soldados e seus elefantes, para dentro da cidade, ao mesmo tempo que Pirro tentava sair da cidade. Durante a confusão da batalha, Pirro tirou seu elmo e foi lutar contra os inimigos, e foi atingido por uma pedra jogada por uma mulher que viu que Pirro mataria seu filho. Pirro ainda estava vivo quando Zópiro, um soldado ilírio, cortou sua cabeça, que foi levada a Antígono por Alcioneu, filho de Antígono.
Alcioneu, que foi acusado por Antígono de ímpio e bárbaro, se redimiu ao encontrar Heleno, que estava na miséria, e o levar a Antígono. Antígono honrou Heleno e o enviou de volta ao Epiro, com a cabeça e os ossos de Pirro, para celebrar os rituais fúnebres.
Não se sabe o que aconteceu com Heleno após seu retorno ao Epiro.